# Clémence de Grandval
Pour les articles homonymes, voir Reiset et Grandval.
Maria-Félicie-Clémence de Reiset, Madame de Grandval est une pianiste, compositrice et cantatrice française née le 21 janvier 1828 au château de la Cour du Bois près du village de Saint-Rémy-des-Monts (Sarthe) et morte le 15 janvier 1907 à Paris.
Elle reçoit le Prix Rossini pour la Fille de Jaïre en 1880.  

## Biographie
Fille du baron de Reiset, officier et de Louise Adèle du Temple de Mésières, elle étudie, dès l'âge de six ans, la musique. Vers l'âge de 12, 13 ans, elle se forme auprès de Friedrich von Flotow (un ami de la famille) et, plus tard, de Camille Saint-Saëns pour la composition. Elle prend, également, quelques leçons de piano auprès de Frédéric Chopin et est formée au chant avec Laure Cynthie Damoreau. 
Elle épouse en 1851 le vicomte de Grandval, un officier et son aîné de quinze ans. Ils ont deux enfants : Thérèse et Isabelle. Thérèse qui est née en 1852 survit, tandis que sa sœur périt. Elle reprend ses études de composition avec Saint-Saëns pendant deux années.
Elle commence sa carrière en présentant le Sou de Lise (1859) sous le pseudonyme de Caroline Blangy et les Fiancés de rose (1863) sous le pseudonyme de Clémence Valgrand. Elle doit lutter contre les préjugés liés à sa condition de femme artiste. Camille Saint-Saëns, écrit, en évoquant ses mélodies, « Elles seraient certainement célèbres si leur auteur n'avait le tort, irrémédiable auprès de bien des gens, d'être femme ». En 1880, elle est, avec le librettiste Paul Collin, la première bénéficiaire du Prix Rossini pour sa scène religieuse La Fille de Jaïre.
Du fait de sa position sociale, elle a publié beaucoup de ses morceaux sous des pseudonymes comme Caroline Blangy, Clémence Valgrand (déjà cités), Maria Felicita de Reiset et Maria de Reiset Tesier.
Ses premières œuvres sont consacrées à la musique sacrée, notamment un STABAT MATER créé avec succès à Paris le 23 février 1870, qui fut son œuvre la plus populaire puisqu'elle fut distribuée dans les conservatoires, maîtrises ou bibliothèques. Le STABAT va rapidement s'imposer au répertoire de nombreuses sociétés de concerts et de grandes églises à Paris et en Province.
Puis, elle écrit plusieurs opéras comme La Comtesse Eva, La Pénitente, Piccolino et Mazeppa. Elle compose des œuvres instrumentales, notamment pour le hautbois. Elle joue un rôle majeur auprès de la Société nationale de musique et, du fait de sa contribution financière demandée à plusieurs reprises, elle est la compositrice la plus jouée.
Le 24 février 1872, elle se produit à la salle Pleyel, à Paris dans le cadre de la Société nationale de musique avec une œuvre Messe Benedictus en compagnie de Marie Trélat et M. Miquel. 
Elle écrit également un oratorio Sainte Agnès, représenté le 13 avril 1876 à Paris, ainsi qu'un poème lyrique pour solistes, chœur et orchestre La Forêt (30 mai 1875).
Cantatrice, elle compose une soixantaine de mélodies. Elle s'entoure de librettistes célèbres : Michel Carré, Henri Meilhac, Georges Hartmann, Charles Grandmougin et Louis Gallet.
Après son ultime opéra Mazeppa créée en 1892 au Grand-Théâtre de Bordeaux et la représentation de l’œuvre accompagnée au piano par elle-même à la salle Pleyel en 1894, Clémence de Grandval prit doucement ses distances avec l’interprétation et la composition et décéda le 11 février 1907 à Paris. Laissant derrière elle une importante production musicale dont peu d’œuvres symphoniques et lyriques nous restent à la suite de la perte de ces dernières.
Elle est considérée comme l'une des compositrices les plus prolifiques et, malgré la disparition de son époux en 1886, passe pour s'être totalement dédiée à son art. En 1890, elle reçoit le prix Chartier de composition musicale pour ses œuvres de musique de chambre.

## Son dernier opéra:Mazeppa
Le 24 avril 1892 eu lieu la création de Mazzeppa au Grand Théâtre de Bordeaux. Sur un livret de  Charles Grandmougin  et de Georges Hartmann, qui est selon Florence Launay « certainement basé, […] sur des œuvres de Kondraty Ryleev (Voynarovsky) et de Pouchkine (Poltava). ». Reprenant des éléments de la légende mais aussi des poèmes de Victor Hugo et de Lord Byron. C’est un opéra en cinq actes « durchkomponiert », reprenant un sujet russo-ukrainien, dans lequel divers thèmes populaires peuvent être entendus, surtout dans le Divertissement [Ballet] de l’acte IV où nous pouvons entendre plusieurs thèmes slaves. Florence Launay parle des meilleures pages comme étant « les sommets d’émotion vocale, autant les scènes de conflits et d’exaltation guerrière que dans les passages sentimentaux », rappelant ainsi l’aisance d’écriture de Mme C. de Grandval pour la voix (à cette date, Clémence de Grandval avait déjà composé des oratorios et des mélodies). Grand succès, le Grand-Théâtre de Bordeaux décida de le rejouer l’année suivante. Une représentation parisienne fut donnée à la salle Pleyel en février 1894, accompagnée au piano par la compositrice elle-même.

## Sources
- Dictionnaire de la musique en France au XIXe siècle, sous la direction de Joël-Marie Fauquet (Fayard, 2003)  (ISBN 2213593167)
- Les Compositrices en France au XIXe siècle par Florence Launay (Fayard, 2006)  (ISBN 2213624585)

- (en) Cet article est partiellement ou en totalité issu de l’article de Wikipédia en anglais intitulé « Clémence de Grandval » (voir la liste des auteurs).

## Discographie
- Works for Oboe, Lajos Lencsés, hautbois (Hänssler classic 98295,  2007)
- Suite pour flûte et piano (+ des compositions de Mel Bonis, Cécile Chaminade, Lili Boulanger et Augusta Holmes) dans Compositrices à l'aube du XXe siècle, Juliette Hurel, flûte ; Hélène Couvert, piano (Alpha classics, 2020)
- STABAT MATER, Michel PIQUEMAL et le Choeur VITTORIA d'Ile de France ( Hortus 2024)